# Sablatnig P I
Die Sablatnig P I (kurz Sab P I) war ein Verkehrsflugzeug der Sablatnig Flugzeugbau GmbH und das erste deutsche Flugzeug, das nach dem Ende des Ersten Weltkriegs am 21. April 1919 einen Auslandsflug durchführte und so die Grundlagen für die Entwicklung des überregionalen zivilen Luftverkehrs in Deutschland legte.

## Entwicklung
Josef Sablatnig und Hans Seehase konstruierten die P I auf Basis des Nachtbombers N I , der 1918 als Zivilausführung eine geschlossene Kabine für zwei Personen erhalten hatte. Noch während der Testphase der N I planten sie eine Vergrößerung der Kabine zur Beförderung von vier Passagieren. Sie sollte einen höheren Komfort bieten und wurde darum mit elektrischem Licht, einer Heizung und einem Klapptischchen ausgestattet. Eine nach oben klappbare Seitenwand erleichterte den Einstieg. Die Zelle wurde nahezu unverändert von der N I übernommen. Im Februar 1919 begann der Umbau einer N I, der sich aufgrund von Lieferschwierigkeiten und fehlerhaft gefertigter Teile bis Anfang April 1919 hinzog. Am 5. des Monats war der Bau des Prototyps abgeschlossen, einen Tag später wurde der erste Testlauf des Motors absolviert. Anschließend wurde das Flugzeug zerlegt und am 14. und 15. April vom Sablatnig-Fabrikgelände in Kreuzberg zum Flugplatz Johannisthal gebracht, wo Sablatnig einen Tag später den ohne Probleme verlaufenden Erstflug durchführte. Nach einem weiteren Flug am 19. April startete Sablatnig zum ersten Auslandsflug eines deutschen Flugzeugs nach Kriegsende, der über Warnemünde nach Kopenhagen führte. Anschließend wurden einige Verbesserungen am Flugzeug durchgeführt, die abgerundeten Kabinenfenster durch größere, viereckige mit geteilten Scheiben ersetzt und ein zusätzlicher Tank in die Ummantelung der Fahrwerksachse eingebaut. Anschließend erhielt es die Zulassung als D–91 und der Serienbau begann. Zwei weitere Flüge mit der D–103 nach Stockholm und wiederum nach Kopenhagen zogen die Gründung des Dansk Luft Ekspress und einen Auftrag über elf P I nach sich, von denen ab Mai 1919 allerdings nur drei bis vier aufgrund alliierter Beschränkungen geliefert wurden. Die Produktion wurde im Folgenden immer wieder durch die ILÜK beeinträchtigt. Zwar hatte diese die P I nach einer Inspektion des Sablatnig-Geländes am 10. März 1920 als ziviles Muster bestätigt, doch Sablatnig versuchte wie andere deutsche Hersteller auch, mehr Flugzeuge zu produzieren als zum Bau freigegeben worden waren und gleichzeitig möglichst viele Exemplare ins Ausland zu exportieren, um sie dem Zugriff der Alliierten zu entziehen, weshalb diese immer wieder die Zerstörung einzelner Typen anordneten. Nachdem 1919 offiziell sieben – inklusive der nach Dänemark gelieferten – und nach dem Juni 1920 weitere sieben P I zugelassen worden waren, meldete der firmeneigene Lloyd-Luftverkehr Sablatnig am 23. Juni 1921 noch den Bestand von fünf P I mit den Kennzeichen D–3 bis D–6 und D–94. Knapp zwei Jahre später waren dem Fuhrpark des am 6. Februar 1923 gegründeten Deutschen Aero-Lloyd, in dem das Sablatnigsche Flugunternehmen aufging, noch vier P I eingegliedert.

## Technische Daten
| Kenngröße                  | Daten                                         |
| -------------------------- | --------------------------------------------- |
| Besatzung                  | 1                                             |
| Passagiere                 | 4                                             |
| Spannweite                 | 16,00 m                                       |
| Länge                      | 8,70 m                                        |
| Höhe                       | 3,20 m                                        |
| Flügelfläche               | 54,80 m²                                      |
| Rüstmasse                  | 1180 kg                                       |
| Nutzlast                   | 351 kg                                        |
| Zuladung                   | 680 kg                                        |
| Startmasse                 | 1860 kg                                       |
| Flächenbelastung           | 33,94 kg/m²                                   |
| Leistungsbelastung         | 8,09 kg/PS (11,00 kg/kW)                      |
| Verhältnis Masse/Leistung  | 4,20 PS/m² (3,08 kW/m²)                       |
| Anteil Zuladung/Startmasse | 37 %                                          |
| Antrieb                    | ein wassergekühlter Sechszylinder-Reihenmotor |
| Typ                        | Benz Bz IV                                    |
| Startleistung Nennleistung | 230 PS (169 kW) 200 PS (147 kW) bei 1400/min  |
| Verbrauch                  | 46,00 kg/h                                    |
| Höchstgeschwindigkeit      | 135 km/h in Bodennähe                         |
| Reisegeschwindigkeit       | 125 km/h in Bodennähe                         |
| Steiggeschwindigkeit       | 2,00 m/s                                      |
| Landegeschwindigkeit       | 80 km/h                                       |
| Dienstgipfelhöhe           | 4700 m                                        |
| Reichweite                 | 625 km                                        |
| Flugdauer                  | maximal 5 h                                   |